# San Michele (Formazza)
San Michele (Sankt Michael in tedesco, Tuffwaald in walser) è una frazione del Comune di Formazza. Il toponimo Walser - Titsch Tuffwald significa "bosco scuro" ("tuff" scuro, nero e "wald" bosco, foresta). I boschi vicini alla frazione furono devastati da un grosso incendio nel 1765.
La frazione di San MIchele ospita oggi il Centro Fondo Formazza, con un anello di pista di 12 Km, che percorre tutta la parte pianeggiante della Valle da Ponte a Fondovalle.
Nella località si trovano anche due edifici religiosi:
- Chiesa di San Michele e Santa Lucia (edificata nel 1663 e restaurata nel 1984)
- Cappella "Casa di Santa Maria" ( della seconda metà del Novecento)